# Samuel Honzek
Samuel Honzek (* 12. listopadu 2004) je slovenský profesionální hokejový útočník, který momentálně působí v klubu Calgary Flames v NHL. V roce 2023 byl ve vstupním draftu NHL vybrán v prvním kole z celkové 16. pozice klubem Calgary Flames.

## Hráčská kariéra
Je odchovancem klubu HK Dukla Trenčín. V sezóně 2020/21 si odbyl debut v Tipsport lize, nejvyšší slovenské hokejové soutěži. V následující sezóně již byl pevnou součástí . V základní části si připsal deset golů a čtyři nahrávky.
Následně se přesunul do zámoří, kde rozšířil kádr klubu Vancouver Giants. Ve 43 zápasech zaznamenal 56 (23+33) bodů.
26. července 2023 podepsal s Calgary Flames tříletou nováčkovskou smlouvu. V říjnu 2024 si odbyl debut v NHL v utkání proti Vancouveru Canucks.

## Reprezentační kariéra
Na Hlinka Gretzky Cupu 2021 skončil se slovenskou hokejovou reprezentací do 18 let na druhém místě. V letech 2022 a 2023 reprezentoval Slovensko na juniorském mistrovství světa.

## Statistiky

### Klubové statistiky
| Sezóna      | Klub              | Soutěž      |    | Základní část | Základní část | Základní část | Základní část | Základní část |   | Play off | Play off | Play off | Play off | Play off |
| Sezóna      | Klub              | Soutěž      | Z  | G             | A             | B             | TM            | Z             | G | A        | B        | TM       |          |          |
| 2020–21     | HK Dukla Trenčín  | SLH         | 5  | 0             | 0             | 0             | 0             | —             | — | —        | —        | —        |          |          |
| 2021–22     | HK Dukla Trenčín  | SLH         | 49 | 10            | 4             | 14            | 8             | 4             | 0 | 0        | 0        | 0        |          |          |
| 2022–23     | Vancouver Giants  | WHL         | 43 | 23            | 33            | 56            | 16            | 4             | 1 | 3        | 4        | 0        |          |          |
| 2023–24     | Vancouver Giants  | WHL         | 33 | 10            | 21            | 31            | 18            | 5             | 2 | 0        | 2        | 2        |          |          |
| 2023–24     | Calgary Wranglers | AHL         | 2  | 0             | 0             | 0             | 0             | 1             | 0 | 0        | 0        | 0        |          |          |
| 2024–25     | Calgary Flames    | NHL         | 5  | 0             | 0             | 0             | 2             | —             | — | —        | —        | —        |          |          |
| 2024–25     | Calgary Wranglers | AHL         | 52 | 8             | 13            | 21            | 18            | 2             | 0 | 0        | 0        | 0        |          |          |
| SLH celkově | SLH celkově       | SLH celkově | 54 | 10            | 4             | 14            | 8             | 4             | 0 | 0        | 0        | 0        |          |          |

### Reprezentační statistiky
| Rok                            | Tým                            | Soutěž                         | Z  | G | A | B  | TM |
| ------------------------------ | ------------------------------ | ------------------------------ | -- | - | - | -- | -- |
| 2021                           | Slovensko 18                   | HGC                            | 4  | 0 | 0 | 0  | 0  |
| 2022                           | Slovensko 18                   | MS-18 (D1A)                    | 5  | 4 | 2 | 6  | 0  |
| 2022                           | Slovensko 20                   | MSJ                            | 4  | 0 | 0 | 0  | 4  |
| 2023                           | Slovensko 20                   | MSJ                            | 2  | 0 | 0 | 0  | 2  |
| 2024                           | Slovensko 20                   | MSJ                            | 5  | 3 | 1 | 4  | 2  |
| 2025                           | Slovensko                      | MS                             | 6  | 1 | 1 | 2  | 2  |
| Juniorská reprezentace celkově | Juniorská reprezentace celkově | Juniorská reprezentace celkově | 20 | 7 | 3 | 10 | 8  |
| Seniorská reprezentace celkově | Seniorská reprezentace celkově | Seniorská reprezentace celkově | 6  | 1 | 1 | 2  | 2  |